# Hyrum M. Smith
Hyrum Mack Smith (ur. 21 marca 1872 w Salt Lake City, zm. 23 stycznia 1918 tamże) – amerykański przywódca religijny i misjonarz.

## Życiorys
Urodził się w Salt Lake City, stolicy ówczesnego Terytorium Utah, jako syn Josepha F. Smitha i jednej z jego żon, Edny Lambson. Pochodził z kluczowej rodziny w historii ruchu świętych w dniach ostatnich, nazwany został na pamiątkę swego dziadka ze strony ojca, Hyruma Smitha. Drugie imię, Mack, nawiązuje z kolei do jego prababki, Lucy Mack Smith. Ochrzczony został 21 marca 1880 przez ojca. Podstawy edukacji odbierał w szkołach publicznych, następnie uczęszczał do prywatnego LDS College w rodzinnym mieście. Ukończył go w czerwcu 1894. 15 listopada 1895 poślubił pochodzącą z Ogden Idę Bowman. Już następnego dnia opuścił jednak kraj, udając się do Wielkiej Brytanii w celu podjęcia tam aktywności misyjnej. Po przybyciu do Europy został przydzielony do konferencji Kościoła z siedzibą w Leeds. Od października 1896 aż do końca swej misjonarskiej posługi przewodniczył konferencji obejmującej Newcastle i okolice. Do rodzinnego Utah powrócił w lutym 1898. Podjął pracę w silnie powiązanym z macierzystym Kościołem Zion’s Co-operative Mercantile Institution, obowiązki zawodowe łączył z obowiązkami w strukturach kościelnych, między innymi jako sekretarz dwudziestego czwartego Kworum Siedemdziesięciu.
24 października 1901 został włączony w skład Kworum Dwunastu Apostołów. Tym samym, podobnie jak inni członkowie tego gremium, był uznawany przez wiernych za proroka, widzącego i objawiciela. W 1913 ponownie wysłany do Europy, przejął kierownictwo ówczesnej misji Kościoła na tym kontynencie, jako jej prezydent.
Gorliwy zwolennik Partii Republikańskiej. Jako członek jednego z najwyższych kworów kapłańskich w mormońskiej hierarchii miał też swój udział w kierowaniu rozległą siecią przedsiębiorstw albo należących do Kościoła, albo bardzo ściśle z nim powiązanych. Zasiadał zatem chociażby we władzach Deseret Gymnasium czy Dickert and Myers Sulphur Company (1905–1906). Był prezesem Fielding Investment Company (1908–1918) oraz dyrektorem w Lewiston Sugar Company (1907–1915). Pełnił też funkcję redaktora naczelnego wydawanego przez wspólnotę pisma The Latter-day Saints’ Millennial Star między 1913 a 1916. Zmarł przedwcześnie. Jeden z jego wnuków, M. Russell Ballard od 2018 pełni funkcję tymczasowego prezydenta Kworum Dwunastu Apostołów.